# کرتووینه
کرتووینه (به لهستانی:  Kretowiny) یک روستا در لهستان است که در گمینا مورانگ واقع شده‌است.
 کرتووینه  ۱۴۰ نفر جمعیت دارد.